# Zoantharia
Los zoantarios (Zoantharia) son un orden de antozoos de la subclase Hexacorallia. Antes se denominaban Zoanthidea o Zoanthiniaria (nombres no aceptados ahora y considerados sinónimos). El orden agrupa a especies tanto solitarias como  coloniales que se encuentran comúnmente en muchos ambientes marinos, incluso los arrecifes de coral. La mayoría de sus representantes tiene un tamaño de unos pocos centímetros y son populares en los acuarios de agua salada, a pesar de que algunas especies pueden ser altamente tóxicas.

## Taxonomía
El Registro Mundial de Especies Marinas (WoRMS) enumera los siguientes subordenes y familias incluidas en el orden:
Abyssoanthidae Reimer & Fujiwara in Reimer, Sinniger, Fujiwara, Hirano & Maruyama, 2007

Suborden Brachycnemina
Neozoanthidae Herberts, 1972
Sphenopidae Hertwig, 1882
Zoanthidae Rafinesque, 1815
Suborden Macrocnemina
Epizoanthidae Delage & Hérouard, 1901
Hydrozoanthidae Sinniger, Reimer & Pawlowski, 2010
Microzoanthidae Fujii & Reimer, 2011
Nanozoanthidae Fujii & Reimer, 2013
Parazoanthidae Delage & Hérouard, 1901